# Harris Dickinson
Harris Dickinson (London, 1996. június 24. –) angol színész.

## Élete és pályafutása
Első főszerepét a Beach Rats című 2017-es filmdrámában kapta. További filmjei közé tartozik a Demóna: A sötétség úrnője (2019), a King’s Man: A kezdetek (2021), az Ahol a folyami rákok énekelnek (2022), a Vaskarom (2023) és a Jókislány (2024).
2018-ban John Paul Getty III (J. Paul Getty unokája) megformálója volt a Bizalom című televíziós sorozatban. 2023-ban egy thrillersorozat, a Gyilkosság a világ végén főszerepét kapta meg, mellyel BAFTA-díjra jelölték. 

## Filmográfia

### Film
| Év   | Magyar cím                     | Eredeti cím                  | Szerep               | Magyar hang     |
| ---- | ------------------------------ | ---------------------------- | -------------------- | --------------- |
| 2017 |                                | Beach Rats                   | Frankie              |                 |
| 2018 | Sötét elmék                    | The Darkest Minds            | Liam Stewart         | Jéger Zsombor   |
| 2018 |                                | Postcards from London        | Jim                  |                 |
| 2019 |                                | County Lines                 | Simon                |                 |
| 2019 | Demóna: A sötétség úrnője      | Maleficent: Mistress of Evil | Fülöp herceg         | Czető Roland    |
| 2019 |                                | Matthias & Maxime            | Kevin McAfee         |                 |
| 2021 | King’s Man: A kezdetek         | The King's Man               | Conrad Oxford        | Baráth István   |
| 2021 |                                | The Souvenir Part II         | Pete                 |                 |
| 2022 |                                | Don't Look at the Demon      | Ben                  |                 |
| 2022 | Ecc, pecc, ki lehetsz?         | See How They Run             | Richard Attenborough | Hajdu Tibor     |
| 2022 | A szomorúság háromszöge        | Triangle of Sadness          | Carl                 | Csiby Gergely   |
| 2022 | Ahol a folyami rákok énekelnek | Where the Crawdads Sing      | Chase Andrews        | L. Nagy Attila  |
| 2023 | A vadóc                        | Scrapper                     | Jason                |                 |
| 2023 | Vaskarom                       | The Iron Claw                | David Von Erich      | Baráth István   |
| 2024 | Jókislány                      | Babygirl                     | Samuel               | Makranczi Zalán |
| 2024 |                                | Blitz                        | Jack                 |                 |

### Televízió
| Év   | Magyar cím                            | Eredeti cím                         | Szerep            | Megjegyzések                |
| ---- | ------------------------------------- | ----------------------------------- | ----------------- | --------------------------- |
| 2014 |                                       | Some Girls                          | Tonka             | 2 epizód                    |
| 2016 |                                       | Home                                | P.K. Bell         | tévéfilm                    |
| 2017 |                                       | Clique                              | Sam               | visszatérő szerep (1. évad) |
| 2017 |                                       | Silent Witness                      | Aaron Logan       | 1 epizód                    |
| 2018 | Bizalom                               | Trust                               | J. Paul Getty III | főszereplő                  |
| 2019 | A Sötét Kristály – Az ellenállás kora | The Dark Crystal: Age of Resistance | Gurjin (hangja)   | 8 epizód                    |
| 2023 | Gyilkosság a világ végén              | A Murder at the End of the World    | Bill              | minisorozat                 |

## Fordítás
- Ez a szócikk részben vagy egészben  a   Harris Dickinson című angol Wikipédia-szócikk ezen változatának fordításán alapul.  Az eredeti cikk szerkesztőit annak laptörténete sorolja fel. Ez a jelzés csupán a megfogalmazás eredetét és a szerzői jogokat jelzi, nem szolgál a cikkben szereplő információk forrásmegjelöléseként.